# Adelantado mayor de las islas Canarias

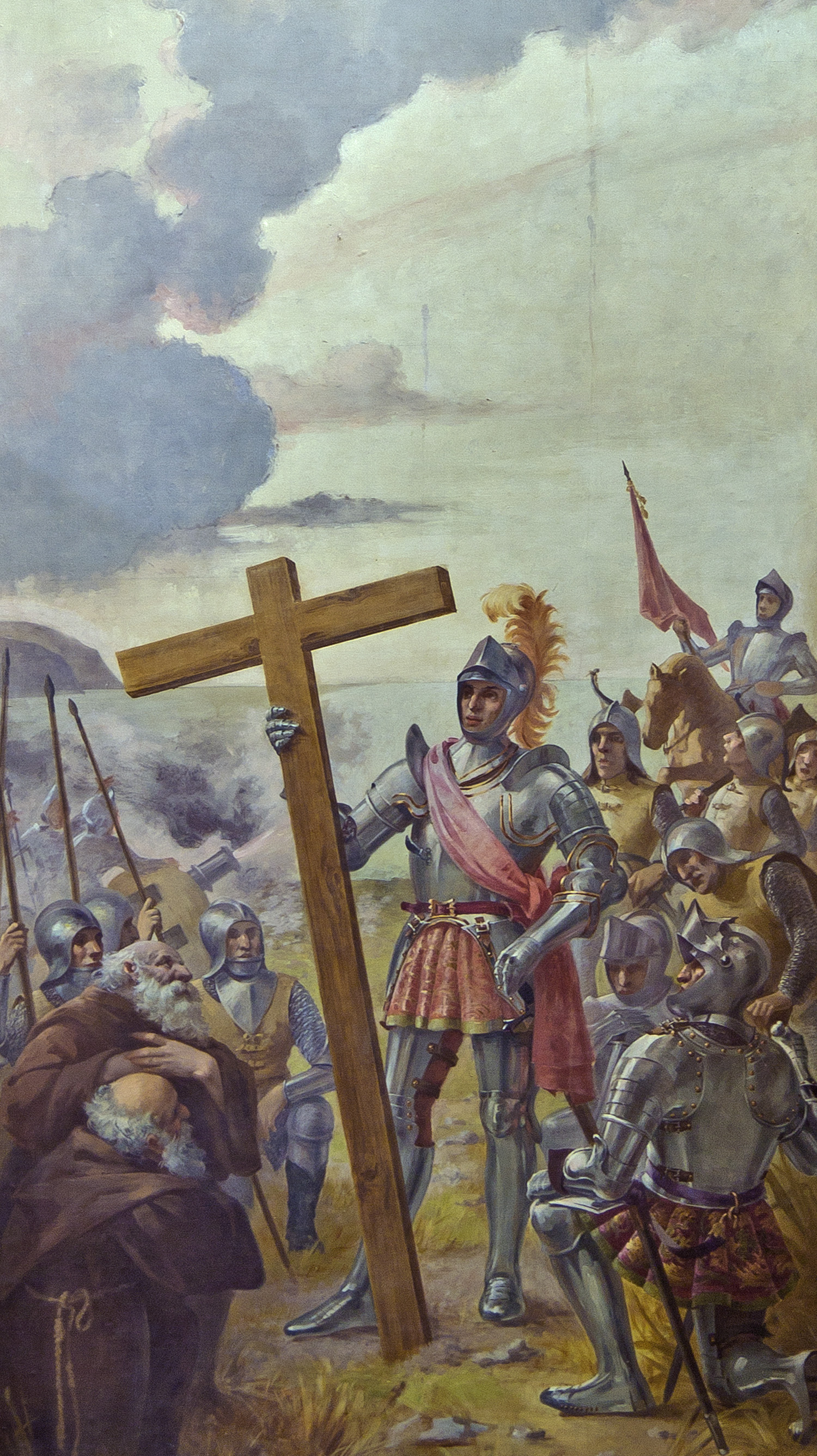
Representación de Alonso Fernández de Lugo, primer adelantado de Canarias, en el lienzo de Manuel González Méndez Fundación de Santa Cruz de Tenerife situado en el Parlamento de Canarias.

El adelantado mayor de las islas Canarias era un título honorífico otorgado por los Reyes Católicos en el siglo xvi al capitán conquistador Alonso Fernández de Lugo, quien había culminado la incorporación de las islas Canarias a la Corona de Castilla.
La merced regia carecía de funciones reales, a diferencia de los otros adelantamientos castellanos. El título fue heredado dentro de la familia de Alonso Fernández de Lugo, pasando por varias ramas de su linaje a lo largo de los siglos posteriores.

## Historia
Según los historiadores, el título le fue concedido a Alonso de Lugo, además de por sus conquistas canarias, como contrapartida por el desastre que había sufrido en su intento de establecer varias fortalezas por mandato real en la costa occidental de África en el verano de 1502.
La carta real de otorgamiento del título está fechada en Madrid el 12 de enero de 1503 y firmada por los reyes Isabel I de Castilla y Fernando II de Aragón, siendo confirmado el título y la sucesión al mismo por la reina Juana y el rey Carlos I por real cédula de 17 de agosto de 1519 firmada en Barcelona.

Don Fernando e Doña Isabel por la gracia de Dios Rey e Reina de Castilla, etc. Por hacer bien e merced a vos Don Alonso Fernandes de Lugo, nuestro vasallo e nuestro Governador de las islas de Thenerife e San Miguel de la Palma, acatando e considerando los muchos e buenos e leales servicios que nos aveis fecho e hazeis de cada día especialmente en los que nos hicistes en las conquistas de las islas de Thenerife e San Miguel de la Palma las quales vos conquistastes con vuestros propios bienes e cabdal poniendo vuestra persona e la de vuestros parientes en mucho arriesgoe e peligro hasta que por vatallas derramando vuestra sangre vencistes a los infieles que en ellas estavan y los cativastes e troxistes a nuestra obediencia e en lo que nos aveis servido e servis en la Verberia, es nuestra merced que agora e de aquí adelante para en toda vuestra vida vos llameis e intituleis nuestro Adelantado de las Islas de Canaria e que gozedes de todas las honras, gracias, mercedes, franquezas e livertades de que gozan e deven gozar los otros nuestros adelantados, contando que por este título no podades por vos ni otra persona tener ni tengades aquellas exenciones de juredicción alguna ni podades conoscer ni conoscades de las apelaciones que fueren interpuestas en las dichas islas (...). Dada en la villa de Madrid a doce días del mes de henero año del nascimiento de nuestro Salvador Jesuchristo de mill e quinientos e tres años.

Al título iba aparejado los tratamientos de don y magnífico señor, así como un mayorazgo fundado por Alonso de Lugo en 1512. Los bienes vinculados eran las casas del adelantado en la ciudad de San Cristóbal de La Laguna, las extensas haciendas ubicadas en El Realejo de Abajo e Icod de los Vinos con sus ingenios azucareros, grandes lotes de tierras de regadío y de secano en La Orotava y Tacoronte, así como otro ingenio azucarero en Los Sauces y más tierras de secano en la isla de La Palma. Se incluía también el patronazgo sobre la ermita de san Miguel, fundada por Lugo en 1506.
Dada la trascendencia histórica para la isla de Tenerife del primer adelantado, por haber sido su conquistador y primer gobernador, el título pasó también a la toponimia insular. Así, existe la plaza del Adelantado donde estuviera su residencia principal en la ciudad de La Laguna, conocida asimismo con el sobrenombre de ciudad de los Adelantados. En el municipio de Tacoronte se encuentra la entidad de población denominada Adelantado, en la zona donde Alonso de Lugo tuvo una importante hacienda, y junto al pueblo de La Esperanza se halla el conocido como bosque del Adelantado, en torno a la fuente del Adelantado que este se reservó para si durante el repartimiento de la isla.
En Colombia persistió también el topónimo Paso del Adelantado, esta vez en memoria del tercer adelantado de Canarias Alonso Luis Fernández de Lugo.

## Adelantados mayores de las islas Canarias

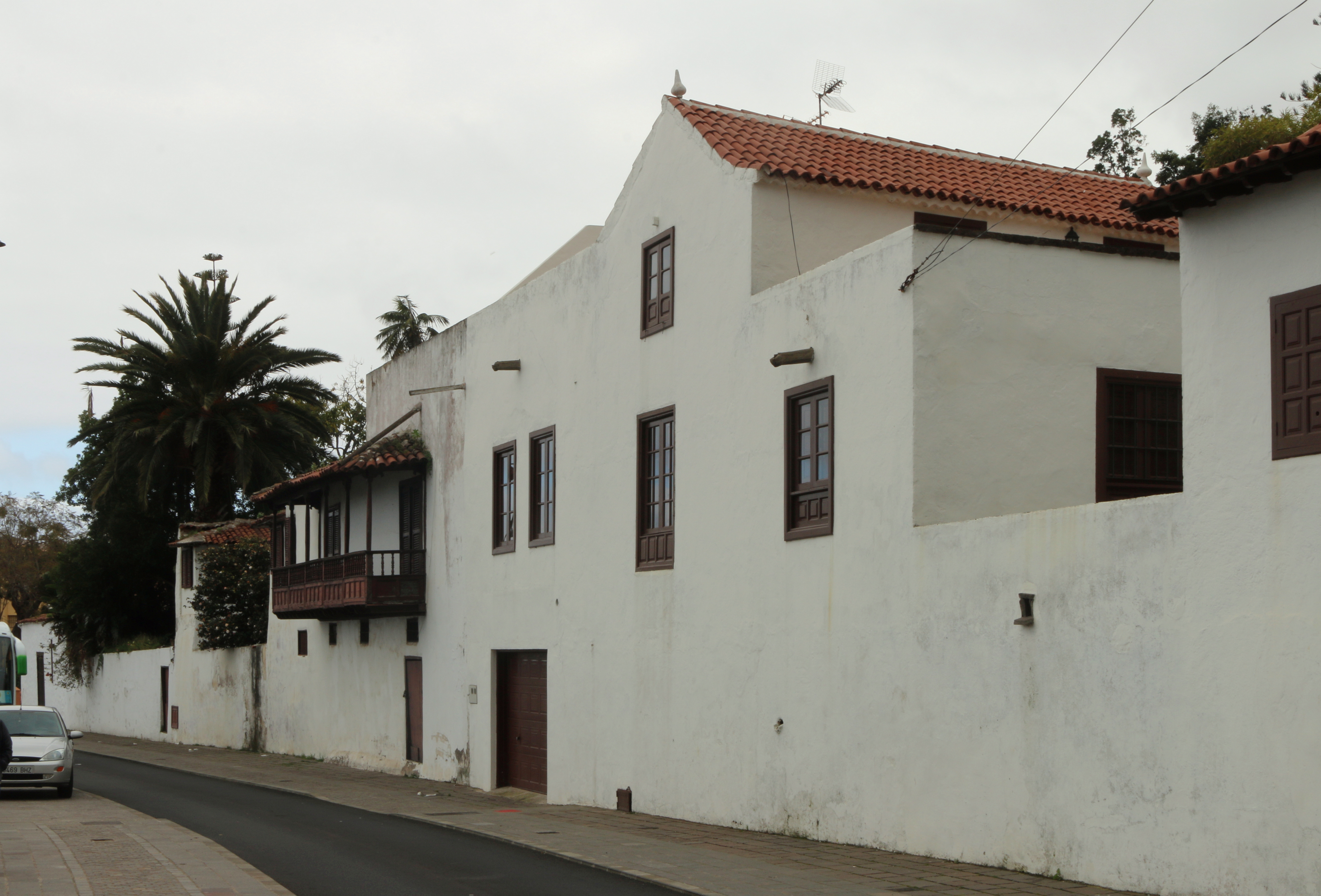
Hacienda de Los Príncipes, principal propiedad del primer adelantado en sus tierras del Realejo de Taoro (Tenerife).

- Alonso Fernández de Lugo, I adelantado de Canarias (1503-1525). Casado en primeras nupcias con Violante de Valdés y Gallinato. Le sucede su hijo;
- Pedro Fernández de Lugo, II adelantado de Canarias (1525-1536). Casado con Inés de Herrera, hija de Hernán Peraza y de Beatriz de Bobadilla, señores de La Gomera y El Hierro. Le sucede su hijo;
- Alonso Luis Fernández de Lugo, III adelantado de Canarias (1536-1556). Casado con Beatriz de Noroña y Mendoza, hija de Juan Hurtado de Mendoza y de María Sarmiento de Castro, III condesa de Rivadavia. Le sucede su hijo;
- Alonso Luis Fernández de Lugo el Lindo, IV adelantado de Canarias (1556-1578). Casado con María de Castilla, dama de la reina Isabel de Valois. No tuvo sucesión, por lo que el adelantamiento pasó a su sobrina;
- Porcia Magdalena Marín Fernández de Lugo, V adelantada de Canarias (1579-1643), princesa de Ásculi y duquesa de Terranova de Calabria. Hija de Inés Luisa de Lugo y de Nicolao Marini, duque de Terranova. Casó con Antonio Luis de Leiva, IV príncipe de Ásculi, marqués de Atela, conde de Monza y Grande de España. Le sucede su hijo;
- Antonio Jorge de Leiva y Fernández de Lugo, VI adelantado de Canarias (1643-1649), IV príncipe de Ásculi, marqués de Atela, duque de Terranova de Calabria y conde de Monza. Casado con Ana Florentina de la Cerda, hermana del duque de Medinaceli. No tuvo sucesión, pasando el adelantamiento a la bisnieta de Beatriz de Ayala, hija del segundo adelantado;
- Francisca de Fuentes y Lugo, VII adelantada de Canarias (1649-¿?) y II marquesa de Fuentes. Casada con Juan Clarós de Guzmán, IV conde de Saltés. Le sucede su hijo;
- Juan Alonso de Guzmán y Fuentes, VIII adelantado de Canarias (¿?-1695), III marqués de Fuentes, V conde de Saltés y I de Talhara. Casado con Josefa de Guevara, princesa de Triburcio, de la que no hubo sucesión. Pasa el adelantamiento al tataranieto de otra hija de Beatriz de Ayala;
- José Francisco Fernández de Córdoba y Grimau, IX adelantado de Canarias (1700-1738), IV marqués de Fuentes, III conde de Torralva, II conde de Talhara y III vizconde de las Torres. Casado con Isabel Ana de Chaves y López de Zúñiga, dama de las reinas Mariana de Austria y de Mariana de Neoburgo. Sobrevivió a su hijo, por lo que el adelantamiento pasó a su nieto;
- Manuel Alonso Fernández de Córdoba, X adelantado de Canarias (1738-1783), V marqués de Fuentes, IV conde de Torralva y de Talhara, y IV vizconde de las Torres. Hijo de José Francisco Narciso Fernández de Córdoba y Chaves y de Ana Catalina de Chaves y Ayala. Casado con Petronila Pimentel y Sarmiento. Le sucede su hija;
- Manuela Fernández de Córdoba y Pimentel, XI adelantada de Canarias (1783-1800), VI marquesa de Fuentes, V condesa de Torralva y de Talhara, y VI vizcondesa de Torres. Le sucede su hermana;
- María de los Ángeles del Rosario Fernández de Córdoba y Pimentel, XII adelantada de Canarias (1800-1817), VII marquesa de Fuentes, VI condesa de Torralva, VI condesa de Talhara y VII vizcondesa de Torres. Pasa el adelantamiento a otra rama familiar descendiente de Beatriz de Ayala;
- Fernando Rafael Cabrera y Pérez de Saavedra-Narváez, XIII adelantado de Canarias (1820-1843), VIII marqués de Villaseca, de Fuentes, de la Rosa y de Mota de Trejo, VII conde de Villanueva de Cárdenas y de Talhara, y VI conde de la Jarosa. Le sucede su hijo;
- Juan Bautista Cabrera y Bernuy, XIV adelantado de Canarias (1843-1871), IX marques de Villaseca, de Fuentes y de la Rosa, conde de la Jarosa, de Talhara y de Villanueva de Cárdenas. Le heredó su mujer;
- Carmen Pérez de Barradas y Bernuy, XV adelantada de Canarias (1871-1901). Le sucede el sobrino de su segundo marido;
- José de Saavedra y Salamanca, XVI adelantado de Canarias (1901-1927), II marqués de Viana y II conde de Urbasa. Le sucede su hijo;
- Fausto de Saavedra y Collado, XVII adelantado de Canarias (1927-1980), III marqués de Viana, VIII marqués de Coquilla, duque de la Roca con Grandeza de España, marqués de La Laguna con Grandeza de España, conde de Castroponce y vizconde Jarafe. Murió sin sucesión, le hereda su sobrino-nieto;
- Jacobo Hernando Fitz-James Stuart y Gómez, XVIII adelantado de Canarias (1982-presente), XVI duque de Peñaranda de Duero, VIII duque de la Roca, VI marqués de la Laguna, IV marqués de Viana, XIII conde de Montijo, IX marqués de Coquilla, XVII marqués de Sofraga, XIV marqués de Villaviciosa, IV conde de Urbasa, XII duque de Berwick, conde de Tinmouth y barón de Bosworth.